# Ålänningens sång
Ålänningens sång é o hino oficial de Åland, província autónoma da Finlândia. Foi adoptado em 1922, com letra de John Grandell e a música de Johan Fridolf Hagfors.

## Letra
Landet med tusende öar och skär,
danat ur havsvågors sköte.
Åland, vårt Åland, vår hembygd det är.
Dig går vår längtan till möte!
Forngravars kummel i hängbjörkars skygd
tälja din tusenårs saga.
Aldrig förgäta vi fädernas bygd,
vart vi i fjärrled än draga
vart vi i fjärrled än draga
Skönt är vårt Åland när fjärdar och sund 
blåna i vårljusa dagar, 
ljuvt är att vandra i skog och i lund, 
i strändernas blommande hagar. 
Midsommarstången mot aftonröd sky 
reses av villiga händer, 
ytterst i utskärens fiskareby 
ungdomen vårdkasar tänder 
ungdomen vårdkasar tänder 
Skönt är vårt Åland när vågsvallet yr 
högt mot de mäktiga stupen 
när under stjärnhimlen kyrkfolket styr 
över de islagda djupen. 
Ryter än stormen, i stugornas ro 
spinnrocken sjunger sin visa 
minnet av barndomens hägnande bo 
sönerna lyckligast prisa 
sönerna lyckligast prisa. 
Aldrig har åländska kvinnor och män 
svikit sin stam och dess ära; 
ofärd oss hotat, men segervisst än 
frihetens arvsrätt vi bära. 
Högt skall det klinga, vårt svenska språk, 
tala med manande stämma, 
lysa vår väg som en flammande båk, 
visa var vi äro hemma 
visa var vi äro hemma 

### Tradução
A terra de milhares de ilhas e ilhotas
Nascida das profundidades sob as ondas
Åland, nossa Åland, nossa casa é aqui
A ti conhecemos
Antigos túmulos sob os vidoeiros
Conta sobre nossa história de mil anos
Nós nunca nos esqueceremos da terra de nossos Pais
Não importando para onde iremos
Não importando para onde iremos
Amorosa é nossa Åland, quando baías e estreitos
Tornam-se azuis com os dias brilhantes da primavera
É encantador andar por entre a floresta e o pequeno bosque
Nos campos floridos de nossas costas.
Do pólo do solstício de verão ao céu vermelho da noite
Nasce através de mãos voluntárias
O mais distante na vila pescadora
Os faróis são acesos pelos jovens
Os faróis são acesos pelos jovens
Amorosa é nossa Åland quando a espuma de ondas
Está girando contra o precipício poderoso
Quando a igreja de pessoas dirige sob as estrelas
Próximo à profundidade gélida do mar
Mesmo quando a tempestade grita, na paz das choupanas
A canção das rocas é cantada
A memória da infância adorável é
Felizmente bendita pelos filhos
Felizmente bendita pelos filhos
Nunca as mulheres e homens de Åland
Deixaram a honra de suas tribos cair
A guerra nos ameaçou, mas de modo vitorioso
Nós levamos a herança de liberdade
Alto e claro deixamos soar nossa língua sueca
Falada com um voz estimulada
Ilumina nosso caminho como um mar em chamas
Mostre-nos a quem pertencemos
Mostre-nos a quem pertencemos